# Ray Scapinello
Raymond Angelo Joseph "Ray" Scapinello, född 5 november 1946, är en kanadensisk före detta ishockeydomare som var linjedomare och verksam i den nordamerikanska ishockeyligan National Hockey League (NHL) mellan 1971 och 2004. Under sin domarkarriär i NHL dömde han 2 500 grundspelsmatcher, 426 slutspelsmatcher (Stanley Cup) och 20 Stanley Cup-finaler. Scapinello var även verksam internationellt och var en av ishockeydomarna vid olympiska vinterspelen 1998. Ingen annan domare har dömt fler matcher än han i NHL:s historia och Scapinello missade heller inte en enda match i sin domarkarriär.
Efter att han pensionerade sig från domaryrket har han bland annat arbetat för ishockeyligorna Ontario Hockey League (OHL) och Central Hockey League (CHL) rörande domarfrågor.
År 2008 blev Scapinello invald till Hockey Hall of Fame.